# 골화석증
골화석증(Osteopetrosis)은 뼈를 흡수하기 위한 파골세포의 기능부전으로 발생하는 질병이다. 골화석증은 뼈가 용해되고 부러지는 원인이 될수있다.

## 증상

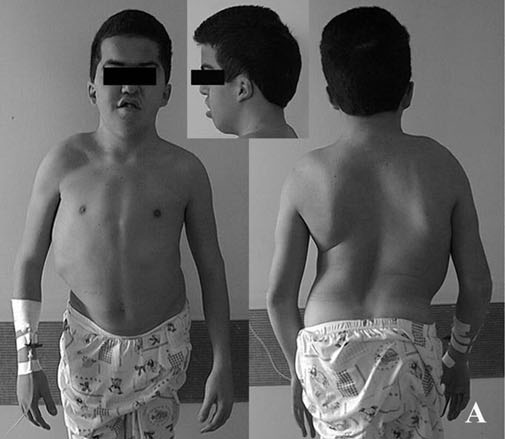

- 성장장애
- 수면 무호흡증
- 빈혈
- 뼈 통증
- 뇌신경 마비
- 저칼슘혈증